# What is Love 2016
What is Love 2016 är en cover på originalet av tyska eurodance-artisten Haddaway från 1993, av den belgiska DJ:n Lost Frequencies. Låten var egentligen redan producerad under 2014 för Jaymes Young's version av låten. Låten är med på albumet Less is More från Lost Frequencies.